# Angry Birds Fight!
Angry Birds Fight (Tên cũ có tiếng Nhật dưới logo: ファイト) là một thể loại game Match-3 trên nền PvP (Player vs Player Battle). Đây là game online và được hợp tác bởi Kiteretsu, thuộc dạng game kiểu Nhật Bản

## Thời gian phát hành

### Phiên bản test (v0.1.0 - 0.4.4)

#### iOS
Thailand: 17/1/2015
Canada: 20/3/2015

#### Android
Đông Nam Á: 25/3/2015

### Phiên bản chính thức
7/5/2015: Khu vực châu Á trên iOS và Android.
12/6/2015: Toàn thế giới

## Kết thúc
Angry Birds Fight đã thông báo trên trò chơi của mình rằng Angry Birds Fight sẽ kết thúc vào tháng 11 năm 2017.

## Hướng dẫn chơi

### Nhân vật
Trước tiên bạn cần biết các nhân vật
| Nhân vật trong game   | Sabotage features (In Fight Background) | Sabotage features (In Match!)                                        | Unlock for Free                         |
| --------------------- | --------------------------------------- | -------------------------------------------------------------------- | --------------------------------------- |
| Red                   | Thả thùng xuống đối thủ                 | 4 thùng bị thả ở 4 vị trí khác nhau của đối thủ                      | Ko                                      |
| Chuck                 | Phóng vượt đối thủ và trở lại vị trí    | Chặn ở hàng mà người kích hoạt Chuck Sabotage ở hàng đó sang đối thủ | Hoàn thành episode 1                    |
| The Blues             | Phun sơn lên đối thủ                    | Phun sơn lên 4 vị trí bất kì                                         | Đánh 30 trận                            |
| Maltida               | Nhảy vào đầu đối thủ                    | Tạo lỗ hổng ở giữa hoặc chặn một hàng dọc bất kỳ                     | Thắng 10 thử thách                      |
| Bomb                  | Nổ BOOM                                 | Tất cả các nhân vật bị mất màu trong 5 giây                          | Có 30 vật phẩm                          |
| Stella                | Nhốt đối thủ vào bong bóng              | 6 bong bóng lớn sẽ chèn cả màn hình điện thoại                       | Liên hệ với bạn bè trên Facebook 10 lần |
| Pigs (in Ship Battle) | No Sabotage Available                   | Thay thế 6 chú chim thành sáu con lợn tại 6 vị trí khác nhau         | Ko                                      |

Đối với những nhân vật cần mở khóa, bạn cũng có thể mua bằng đá quý. Lưu ý cứ 1 nhân vật được mở khóa = đá quý thì các nhân vật chưa mở khóa còn lại sẽ bị cộng thêm 6 Gems.

### Các đơn vị tiền tệ
Bây giờ là lúc tìm hiểu các đơn vị tiền tệ

#### Coins
Coins dùng để mua vật phẩm, nâng cấp các vật phẩm chiến đấu cấp S, SS. Coins không thể mua bằng Gems, nhưng bạn có thể nhận sau khi hoàn thành cuộc đánh. Càng thắng nhiều, số Coins bạn nhận càng cao.

#### Gems
Gems là đơn vị tiền tệ quan trọng nhất của game, được dùng để refill nhanh năng lượng, dùng để chơi Slots, mở khóa nhân vật,...

##### Gems Shop
Đây là cửa hàng đá quý, bạn có thể mua bằng tiền thật. Tính năng này không còn hỗ trợ.

### Vật phẩm
Vật phẩm trong chiến đấu dùng để biết được độ tấn công, máu và phòng ngự. Có 5 cấp độ vật phẩm và càng lên cao thì chú chim của bạn càng khỏe. Cấp SS là cấp cao nhất

#### Vật phẩm tàu
Dùng trong khi đánh boss lợn, cũng để biết được độ tấn công, máu và phòng ngự

#### Slots
Đây là nơi có thể kiếm được vật phẩm cấp cao bởi Mighty Eagle. Chỉ cần 5 Gems để sử dụng.

### Cách chơi

#### Đánh PvP
Những chú chim sẽ phải kiếm thời gian tấn công và mức phòng ngự qua đánh Match-3. Sau 45 giây, hai bên sẽ giao chiến với nhau dựa vào số thời gian tấn công có được và số máu của chú chim. Chú chim chiến thắng là chú chim có số máu còn lại hơn số máu đối thủ

##### Kích hoạt Sabotage
Đánh bốn con cùng màu để thấy Skill của từng con. Nếu bạn đánh bốn con cùng màu vào chính màu của chú chim đang tham gia thì bạn sẽ kích hoạt Sabotage lên đối thủ

##### Kích hoạt Fever Time
Đánh năm con cùng màu để kích hoạt Fever Time. Fever Time sẽ tăng gấp 2 lần số máu và số thời gian tấn công bạn có được trong Fever Time mà. 1 chú chim có cùng màu với chú chim đang tham gia sẽ nổi giận. Nếu chạm vào chú chim đó sẽ kích hoạt Sabotage lên đối thủ

#### Đánh boss trên tàu
Cách chơi cũng giống như cách đánh PvP. 

## Episode
Angry Birds Fight! có 6 episode tương ứng với 6 vùng đất khác nhau và mỗi vùng đất sẽ có số levels khác nhau.
| STT | Episode                         | Levels |
| --- | ------------------------------- | ------ |
| 1   | Tiny Island (Đảo nhỏ)           | 1      |
| 2   | Tropical Island (Đảo nhiệt đới) | 5      |
| 3   | Jipangu                         | 6      |
| 4   | Sweet Island (Đảo ngọt)         | 5      |
| 5   | Haunted Island (Đảo ma)         | 7      |
| 6   | Flower Island (Đảo hoa)         | 7      |
| 7   | TBA                             | 8      |
| 8   | Snow Island (Đảo Tuyết)         | 8      |
| 9   | Desert Island (Đảo Sa Mạc)      | 10     |

### Một số tính năng không còn hỗ trợ

#### Monster Pig
Những chú lợn sẽ cải trang và gây náo loạn ở biển. Mỗi sự kiện đều có sự cải trang khác nhau

#### Arena
Đây là đấu trường của chim và mỗi sự kiện trên đấu trường, Angry Birds Fight sẽ chọn ra 1 chú chim để tham gia đánh. 

#### Sự kiện
| 1 | Red       | 13/7 - 10h00 17/7                 | 12h 15/10 - 12h 19/10 |
| 2 | Chuck     | 13/04 - 10h00 16/04               | 30/9 - 12h 5/10       |
| 3 | The Blues | 10h00 21/08 - 10h00 29/8          | 13/9 - 12h 18/9       |
| 4 | Bomb      | 12h00 28/7/2015 - 12h00 31/7/2015 | 1/11 - 12h 5/11       |
| 5 | Maltida   | 12h00 28/8/2015 - 12h00 31/8/2015 |                       |
| 6 | Stella    | 12h00 12/8/2015 - 12h00 17/8/2015 |                       |